# Thure Svedlin
Thure William Svedlin, född 20 februari 1891 i Nykarleby, död 30 september 1959 i Helsingfors, var en finländsk förlagschef. Han var gift med Elin Svedlin född Savander. Paret fick fyra barn. 
Svedlin anslöt sig till jägarrörelsen som en av de första och var verksam inom jägarrörelsen och inom skyddskårerna under första världskriget. Han författade ett flertal propagandaskrifter och organiserade befälsutbildningen för skyddskårerna. 
Åren 1917-1918 var han redaktör för Svenska Tidningen och var 1918-1922 ekonomidirektör där. År 1922 blev han medarbetare i Holger Schildts förlag, 1928 andre direktör och verkade från 1931 som VD.
Han var även medredaktör för det s.k. deltagarverket Finlands frihetskrig (8 bd, 1918-28) och skrev själv en del böcker.